# Tsantsabane Local Municipality
Tsantsabane (englisch Tsantsabane Local Municipality) ist eine Lokalgemeinde im Distrikt ZF Mgcawu der südafrikanischen Provinz Nordkap. Der Sitz der Gemeindeverwaltung befindet sich in Postmasburg.
Tsantsabane ist der Setswana-Begriff für „viele glänzende Steine“, beispielsweise Hämatit. Im Gemeindegebiet werden viele Minerale gefunden, der Abbau von Diamanten und Manganerz ist ein bedeutender Wirtschaftsfaktor.

## Städte und Orte
| - Beeshoek - Boitshoko - Ditloung - Glosam - Goedgedacht - Groenwater | - Newtown - Olifantshoek - Postdene - Postmasburg - Uitsig - Vergenoeg |

## Bevölkerung
Im Jahr 2011 hatte die Gemeinde 35.093 Einwohner. Davon waren 52,8 % schwarz, 37,6 % Coloured und 8,4 % weiß. Die Muttersprachen waren zu 54,5 % Afrikaans, zu 32,8 % Setswana, zu 2,4 % isiXhosa, zu 2,3 % Sesotho, zu 2,3 % Englisch und zu 1,1 % isiZulu.